# Гаррісон Берджерон (фільм)
«Гаррісон Берджерон» (англ. Harrison Bergeron) — канадський художній фільм-антиутопія, знятий режисером Брюсом Піттманом. Екранізація однойменного оповідання Курта Воннеґута.
Головні ролі в цьому фільмі виконали Шон Астін, Міранда де Пенсьєр, Юджин Леві, Гоуі Мандел, Крістофер Пламмер та інші відомі артисти. Прем'єра фільму відбулася 13 серпня 1995 року в США. Переглядати його можна дітям від 13 років, але разом з батьками.

## Сюжет
Дія фільму відбувається у майбутньому в 2053 році у США, в Медісоні та Род Айленді. Всі люди стали середньостатистичними не тільки в матеріальному (маючи однаковий достаток), але і у духовному плані — для того, щоб бути розумово середнім кожна людина носить на голові спеціальний обруч («гандикап»), на нього і подається радіосигнал, що послаблює або посилює інтелект (згідно здібностей). Ці заходи були прийняті після так званої Другої Революції.
В результаті дій уряду люди перестали заздрити один одному, в США не стало злочинів і припинилася нова громадянська війна. Але крім таких гарних наслідків з'явилися і негативні — серед людей перестали виявлятися таланти і генії. У світі зникло кохання, а всі шлюби створюються за допомогою комп'ютера.
Студент Гаррісон Бержерон настільки розумний, що на нього майже не діє обруч, навіть за максимального підсилення. Тоді батьки наважуються на операцію, в ході якої у мозок таких «пацієнтів» вбудовуються прилади, що уповільнюють і ослабляють розум. В останній день перед операцією Гаррісон вперше відвідує публічний будинок, в якому тепер дівчата стають партнерками своїх клієнтів у інтелектуальному відпочинку. 
Наступного дня після фіктивної, як виявилося, операції Гаррісон пробуджується в незвичайному місці і його запрошують до секретної адміністрації, яка керує всією країною. Так молодий чоловік стає членом таємної адміністрації. За допомогою «борделів» адміністрація відбирає найздібніших кандидатів, а рідним та знайомим повідомляють про їхню смерть під час операції
Всі адміністратори можуть користуватися забороненими творами мистецтва. Для народу ж основною розвагою є телебачення.
Гаррісон Бержерон покохав Філіпу, яку незабаром після спроби втечі піддають отупляючій операції. Тоді він вирішує кинути виклик системі, очолюваної Клексоном. 

## У ролях
| Актор              | Роль                |
| ------------------ | ------------------- |
| Шон Астін          | Гаррісон Бержерон   |
| Крістофер Пламмер  | Джон Клексон        |
| Міранда де Пенсьєр | Філіпа              |
| Юджин Леві         | Президент МакКлоскі |
| Андреа Мартін      | Дайана Мун          |
| Гоуі Мандел        | Чарлі               |
| Найджел Беннетт    | Доктор              |
| Пітер Борецкі      | Нюмен               |
| Девід Кальдерісі   | Комісар Бенсон      |
| Еммануель Шрікі    | Дженні              |
| Гайден Крістенсен  | Ерік                |
| Майкл Флетчер      | Технік              |
| Метью Фергюсон     | Ґарт Бержерон       |
| Джон Фрізен        | Френк Водопровідник |
| Лінда Ґорансон     | Газел Бержерон      |
| Річард Монетті     | Ерік Шоклі          |
| Третій актор       | ім'я персонажа      |
| Другий актор       | ім'я персонажа      |
| Третій актор       | ім'я персонажа      |